# Michel Morandais
Pour les articles homonymes, voir Morandais.
Michel Morandais, né le 10 janvier 1979 aux Abymes en Guadeloupe, est un joueur français de basket-ball. Il mesure 1,95 m et évolue au poste d'ailier.

## Biographie

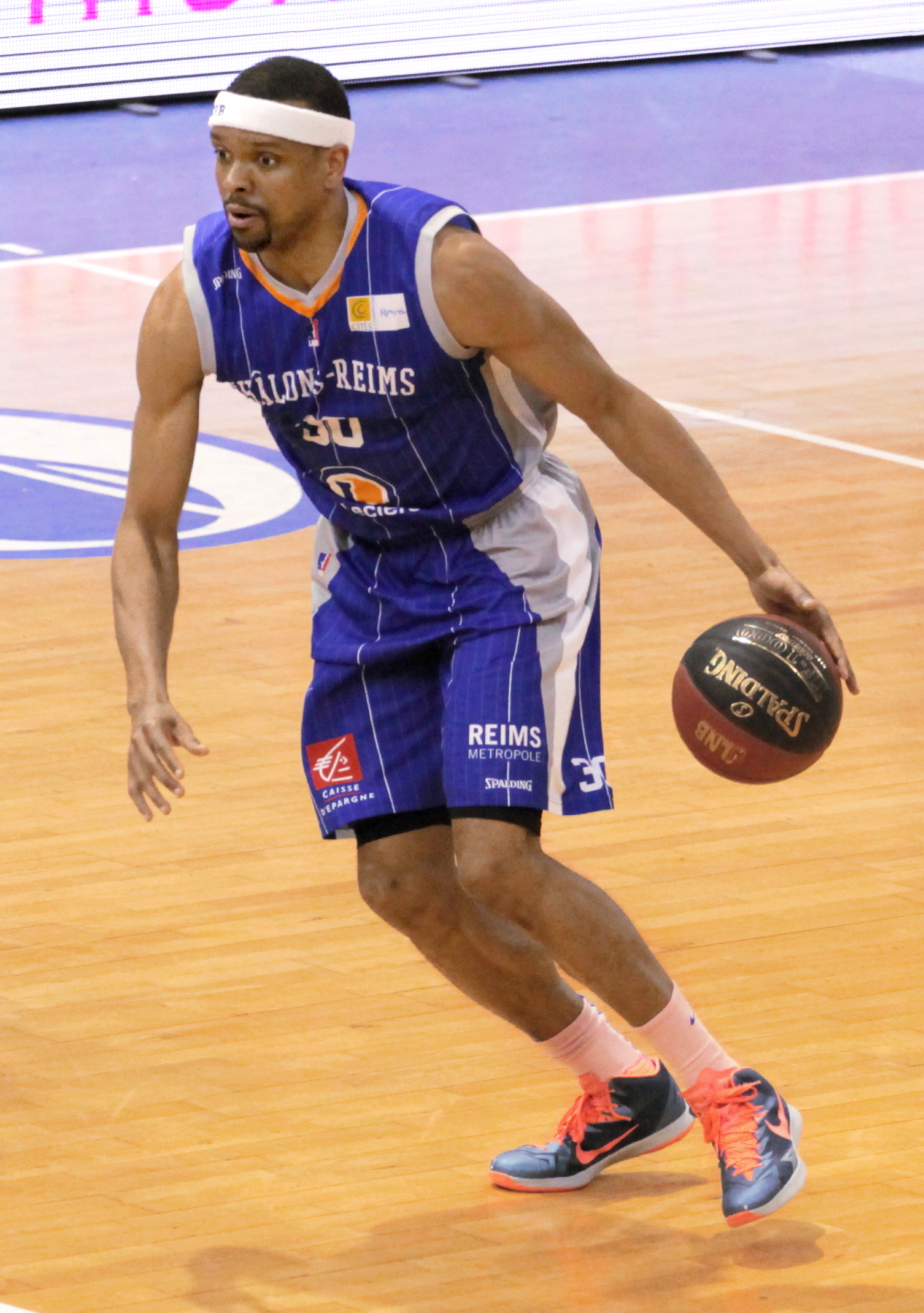
Michel Morandais sous les couleurs de Châlons-Reims

Michel Morandais commence sa carrière à Levallois avant de partir aux États-Unis, d'abord au lycée puis dans une équipe universitaire de la NCAA : les Colorado Buffaloes. Déjà très athlétique, son tir gagne en fiabilité à Colorado. Non drafté à sa sortie de l'université, il fait ses premiers pas professionnels dans le championnat italien.
Il fait partie du groupe de joueurs français pré-sélectionnés pour le mondial 2006 mais est écarté de l'équipe finale, il est aussi écarté lors de la préparation au championnat d'Europe 2007, au profit de Cédric Ferchaud.
Lors de la saison 2007-2008, Morandais joue au FC Barcelone puis à Estudiantes Madrid en Liga ACB. Avec Estudiantes, il tourne à 6,3 points et 1,9 rebond en moyenne sur 18 minutes et pour 11 matches de Liga.
À l'été 2008, et après 4 ans passé à l'étranger, il signe pour un an au SLUC Nancy, club de Pro A.
Il s'engage en juillet 2013 au CCRB. À la fin de la saison, il est élu MVP français de Pro B. Le 30 mai, il prolonge son contrat de deux ans avec Châlons-Reims.
Le 21 juin 2016, le joueur annonce que son contrat avec le club champenois n'est pas prolongé et se déclare « ouvert à une nouvelle proposition ».

## Clubs successifs
- 2004-2005 :  Pallacanestro Cantù (LegA)
- 2005-2007 :  Naples (LegA)
- 2007 :  FC Barcelone (Liga ACB)
- 2007-2008 :  Estudiantes Madrid (Liga ACB)
- 2008-2009 :  SLUC Nancy (Pro A)
- 2009-2010 :  Pallacanestro Varese (LegA)
- 2010-2012 :  Paris-Levallois Basket (Pro A)
- 2013-2016 :  Champagne Châlons Reims Basket (Pro B puis Pro A)
- 2016-2017 :  ASVEL Lyon-Villeurbanne (Pro A)

## Palmarès

### Distinctions personnelles
- All Star Lega : 2006
- MVP français de Pro B : 2014